# Teslagrad
Teslagrad er et computerspil udviklet og udgivet af den norske spiludvikler Rain Games. Spillet blev udgivet på Steam december 2013, på Nintendo eShop for Wii U september 2014 og på PlayStation Store på PlayStation 3 og PlayStation 4 december 2014 i Europa. Teslagrad bruger Unity game engine, som gør det lettere for udviklere at udgive spillet på forskellige platforme.
Teslagrad er et puzzle-platformspil med action-elementer hvor magnetisme og andre elektromagnetiske kræfter er nøglen til at avancere i spillet og dermed opdage de hemmeligheder, der holdes i det længe forladte Tesla Tower. Spillet indeholder nogle få kampsegmenter kombineret med elektricitetsbaserede puslespil og præcis platforming. Teslagrad er sat i en steampunk-inspireret version af det gamle Europa, i en ikke-lineær verden med mere end hundrede håndtegnede miljøer.
Spilleren kontrollerer en ung dreng, der pludselig befinder sig i en sammensværgelse, som involverer en despotisk konge, der har regeret nationen med en jernhånd i flere år. Spillet tilbyder forskellige opgraderinger og hjælpemidler efter hvert som handlingen skrider frem.